# Viola Reggio Calabria 1966-1967
Questa voce raccoglie le informazioni riguardanti la Cestistica Piero Viola nelle competizioni ufficiali della stagione 1966-1967.

## Stagione
Prima stagione disputata dalla Cestistica Piero Viola fondata dal giudice Peppino Viola in onore del fratello Piero rilevando il titolo dell'AICS Reggio Calabria ribattezzandola appunto con tale nome. 

## Roster
Rosa della Viola Reggio Calabria per la stagione di Serie C maschile FIP 1966-1967 (terzo livello dei campionati dell'epoca, dopo Serie A e B). 
| Nome            | Nazionalità       |
| --------------- | ----------------- |
| Tuccio          | Italia (bandiera) |
| Domenico Melara | Italia (bandiera) |
| S. Arena        | Italia (bandiera) |
| D. Arena        | Italia (bandiera) |
| Mandalari       | Italia (bandiera) |
| Saccà           | Italia (bandiera) |
| Enzo Calafiore  | Italia (bandiera) |
| Morabito        | Italia (bandiera) |
| Placanica       | Italia (bandiera) |
| Giuseppe Melito | Italia (bandiera) |

## Risultati

### Serie C
La Cestistica Piero Viola verrà inserita nel girone F concludendo la stagione al 9° del suo ragruppamento ottenendo 5 vittorie e 13 sconfitte e una differenza canestri di -116. A causa rinuncia della Libertas Messina la squadra non retrocede in Serie D ma viene ammessa nella Serie C dell'anno successivo.